# Laódice (hija de Cíniras)
En la mitología griega Laódice (en griego Λαοδίκη, «justicia del pueblo») es, según Apolodoro, hija de Cíniras, esposa de Élato y madre de Estínfalo y Pereo.

Acaso sea la misma, en otra variante, que la Laódice mencionada por Pausanias. En esta versión se la imagina como descendiente de Agapénor y se dice envió envió a Tegea un peplo para Atenea Alea. La inscripción que hay sobre la ofrenda indicaba al mismo tiempo la estirpe de la propia Laódice:
«Este peplo es de Laódice. Lo ofrendó a su Atenea en su ancha patria, enviándolo desde la divina Chipre».
En opinión de J. Roy la Laódice del epigrama fue probablemente relacionada con Agapénor en la época helenística.